# 丫子
丫子（1980年6月27日—），本名曾瓊慧，台灣演員，另有藝名白丰儀。出生於台北，於基隆就學，畢業於國立臺北藝術大學戲劇學系，以模仿出道。

## 演藝生涯
2007年，丫子以模仿前臺灣總統陳水扁的女兒陳幸妤受到注目，及後模仿其他藝人招牌人物，如好友Makiyo、萬芳、陳美鳳（《夜市人生》）、伍佰和張清芳等，亦曾是主持人吳宗憲旗下「憲憲家族」成員。2015年3月，她在微博宣布引退，至今偶有活動或演出。

## 演出作品

### 廣告
- 2009年 屈臣氏 與莎莎合拍「一定要寶貝自己」電視廣告
- 2011年、2012年 MARK II酷比涼POY-SIAN 商品年度代言人
- 2014年 財團法人脊髓損傷潛能發展中心「針愛一線希望」公益大使

### 主持
- 2007～2012年 中天《全民大悶鍋》、《全民最大黨》班底
- 2008年 公視《街頭博識王》助理主持
- 2008年 華視《POWER星期天》助理主持
- 2009年 華視《超級星任務》助理主持
- 2011年 中視《你猜你猜你猜猜猜》有問題合唱團單元

### 音樂錄影帶
- 2009年 王力宏 - 我完全沒有任何理由理你
- 2011年 Makiyo - 夜電

### 電視劇
| 年份   | 播出頻道   | 劇名               | 飾演               |
| 2006年 | 三立       | 《住左邊住右邊》   | 客串 如畫          |
| 2010年 | 台視       | 《防疫研究社》     | 王妃妃             |
| 2011年 | 台視、八大 | 《陽光天使》       | 客串 討債妹(第1集) |
| 2011年 | 華視       | 《艋舺燿輝》       | 秦甜(1集至11集)    |
| 2011年 | 中視       | 《珍愛林北》       | 客串 新娘(第1集)   |
| 2011年 | 民視、八大 | 《我可能不會愛你》 | 盧辛蒂             |
| 2013年 | 壹電視     | 《幸福蒲公英》     | 麥牡丹             |
| 2014年 | 樂視網     | 《天后之征》       | 客串 好姐妹        |
| 2014年 | 大愛       | 《阿爸講的話》     | 阿霞               |
| 2015年 | 樂視網     | 《阿憲走着瞧》     | 何碧               |
| 2015年 | 大愛       | 《南國小太陽》     | 怡琇               |

### 舞台劇
- 2000年 杯子兒童劇團《滴滴噹噹歷險記》飾 水噹噹
- 2004年 杯子兒童劇團《魔幻寶盒》飾 貪心婆婆
- 2005年 杯子兒童劇團《傻瓜娶公主》飾 公主
- 2006年 杯子兒童劇團《牙刷超人》飾 糖果女巫
- 2007年 黑門山上的劇團《死亡計畫》客串 群眾
- 2008年 黑門山上的劇團《仲介愛情》飾 張毓如

### 電影
| 年份   | 片名           | 備註                               |
| 2007年 | 《彼女》       | 世新廣電研究所電影作品 導演:詹京霖 |
| 2008年 | 《霹靂探哥》   | 緯來電視電影 導演:吳宗憲           |
| 2010年 | 《茱麗葉》     | 崗華影視傳播有限公司 導演:陳玉勳   |
| 2012年 | 《寶島大爆走》 | 興揚電影有限公司 導演:羅安得       |

## 提名獎項
- 2008年《彼女》第30屆金穗獎最佳劇情DV類入圍

## 外部連結
- 丫子YAZ的新浪微博
- 丫子在豆瓣上的资料（简体中文）